# Scream (álbum de Lareine)
Scream —en español: Grito— es el tercer álbum de estudio de la banda japonesa Lareine lanzado el 1 de noviembre de 2000. El 31 de octubre lanzaron una edición especial con motivo de Halloween titulado Vampire Scream en venta exclusiva a pedido por correo.

## Antecedentes
Fue grabado en MIT Studio y Applause Records Studio, la masterización se realizó en Sony Music Shinanomachi Studio y estuvo a cargo de Toshiya Horiuchi. La producción artística y diseño gráfico estuvo a cargo de Hideki Sawa. El fotógrafo fue Kenji Tsukagoshi y el diseño de vestuario lo realizó Hidefumi Sato y Sawako Sato de ID-Japan.

## Lista de canciones
Todas las letras escritas por Kamijo.
| Scream (CD) |                          |                        |          |  |
| N.º         | Título                   | Música                 | Duración |  |
| 1.          | «an Eclipse of the Moon» | Kamijo                 | 0:57     |  |
| 2.          | «Speed of Rise»          | Kamijo                 | 4:32     |  |
| 3.          | «The Soul Love»          | Kamijo                 | 5:01     |  |
| 4.          | «Fallout»                | Kamijo                 | 4:23     |  |
| 5.          | «Miss Carmilla»          | Lareine                | 3:25     |  |
| 6.          | «Scream»                 | Kamijo y Jimmy Sakurai | 3:18     |  |
| 7.          | «Grand Pain»             | Kamijo y Jimmy Sakurai | 7:05     |  |
| 8.          | «when... 25:17»          | Takuya Fuji            | 4:31     |  |
| 9.          | «Stranger in New Days»   | Kamijo                 | 5:20     |  |

| Vampire Scream (CD, Edición limitada) |                        |                        |          |  |
| N.º                                   | Título                 | Música                 | Duración |  |
| 1.                                    | «A Solar Eclipse»      | Kamijo                 | 0:36     |  |
| 2.                                    | «Miss Carmila»         | Kamijo                 | 3:22     |  |
| 3.                                    | «Stranger in New Days» | Kamijo                 | 5:19     |  |
| 4.                                    | «Grand Pain»           | Kamijo y Jimmy Sakurai | 7:04     |  |
| 5.                                    | «Scream»               | Kamijo y Jimmy Sakurai | 3:17     |  |
| 6.                                    | «Fallout»              | Kamijo                 | 4:23     |  |
| 7.                                    | «The Soul Love»        | Kamijo                 | 5:01     |  |
| 8.                                    | «Speed of Rise»        | Kamijo                 | 4:35     |  |
| 9.                                    | «When...9:03»          | Takuya Fuji            | 4:30     |  |

## Créditos
- Composición, vocalista y guitarra eléctrica – Kamijo
- Guitarra eléctrica – Jimmy Sakurai
- Producción de sonido, bajo y batería – Takuya Fuji
- Percusión - Nao
- Producción artística y diseño gráfico - Hideki Sawa
- Grabación y Mezcla – Toshihiko Oguro y  Daisuke Sasaki
- Masterización - Toshiya Horiuchi
- Arreglos - Kamijo, J.F.K. y Takuya Fuji.
- Dirección artística y diseño - Hideki Sawa
- Fotografía - Kenji Tsukagoshi
- Producción ejecutiva - Isako Kosuge y Kamijo

Fuente: Discogs.